# クラマトルスク放射線事故
クラマトルスク放射線事故（クラマトルスクほうしゃせんじこ）は、1980年から1989年にかけてソビエト連邦ウクライナ・ソビエト社会主義共和国のクラマトルスクで起きた原子力事故である。高放射能セシウム137を含む小さなカプセルがアパートのコンクリート壁の中から発見され、表面ガンマ線被曝線量率は毎年1800レントゲン(R/yr)であった。このカプセルは、住民が健康物理学者によるアパート内の放射線レベルの測定を要求した後に初めて発見された 。
カプセルはもともと放射線量計の一部で、1970年代後半にカランスキー採石場で紛失した。カプセルの捜索は失敗に終わり、1週間後に終了した。採石場の砂利は建設に使われた。セシウムカプセルは、マリイ・プリマチェンコ通り（当時はソ連名フヴァルディーツィフ・カンテミィリブツィフ）の7号棟85号室のコンクリートパネル、85号室と52号室の間にあった。
85号室には9年間、2家族が住んでいた。子供のベッドはカプセルのある壁の真横にあった。アパートが完工したのは1980年のことだった。その1年後、住んでいた18歳の女性が突然亡くなった。1982年には彼女の16歳の弟が、そして母親が続いた。その後、居住者全員が白血病で死亡したにもかかわらず、このアパートは世間の注目を集めることはなかった。医師は病気の根本的な原因を特定できず、遺伝によるものと診断した。アパートには新しい家族が引っ越してきて、その息子も白血病で亡くなった。父親が詳細な調査を開始し、1989年にカプセルが壁から発見された。
カプセルが発見されるまでに、この建物の住人4人がカプセルが原因で死亡し、さらに17人がさまざまな放射線量を受けた。壁の一部は取り除かれて原子力研究所に送られ、そこでセシウムカプセルは取り出され、製造番号で識別され、処分された。